# Saux
Saux korábbi község Franciaországban, Lot megyében. Lakosainak száma 95 fő (2018. január 1.). Saux Montaigu-de-Quercy, Saint-Matré, Sérignac, Courbiac és Masquières községekkel határos.
2019. január 1-jén három másik korábbi községgel egyesült és az így létrejött Porte-du-Quercy új község része lett.

## Népesség
A település népessége az elmúlt években az alábbi módon változott:
| Lakosok száma | 160  | 146  | 140  | 133  | 124  | 121  | 118  | 104  | 96   | 95   |
|               | 1968 | 1975 | 1982 | 1999 | 2006 | 2011 | 2013 | 2016 | 2017 | 2018 |